# Royal Society of Arts

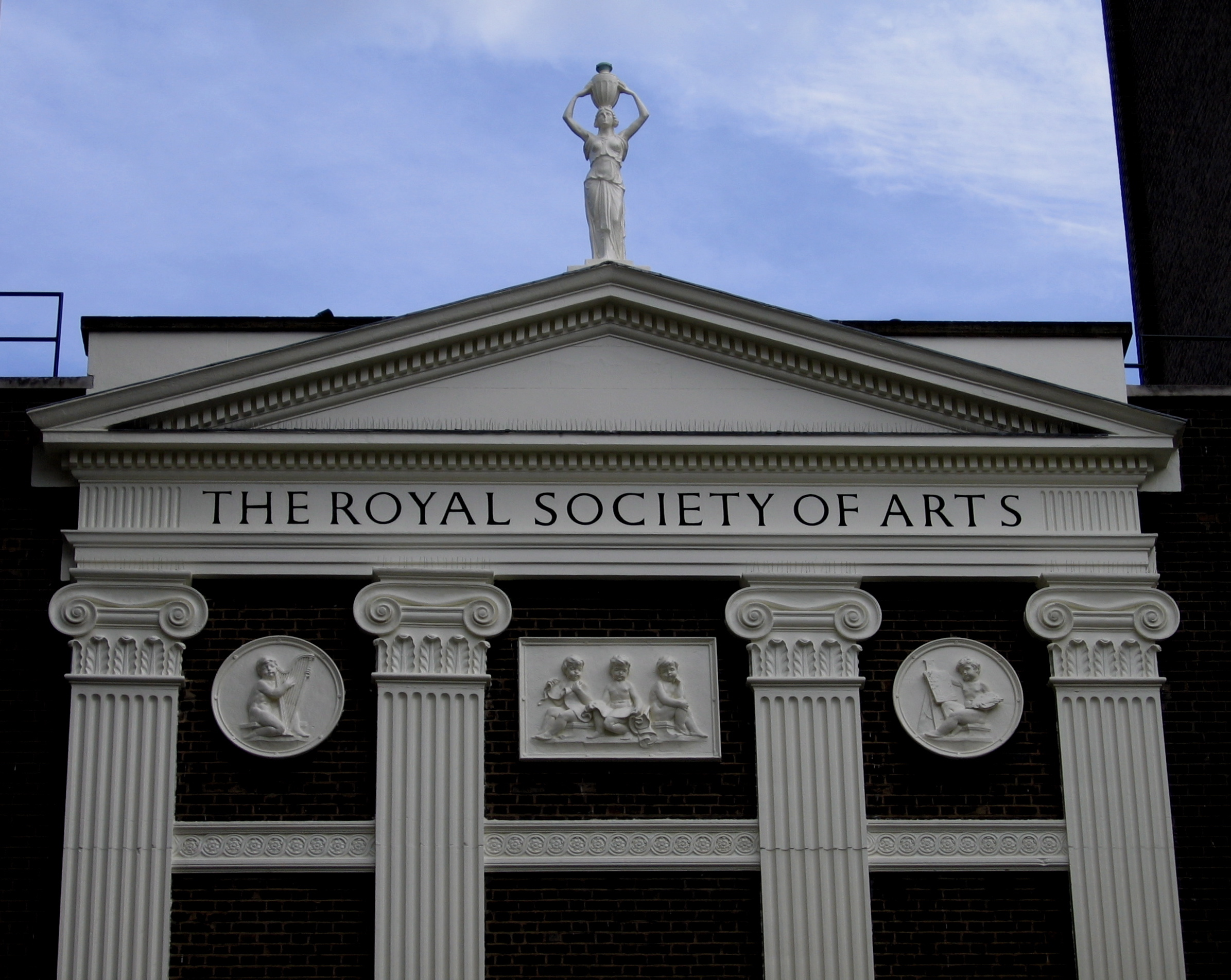
Siedziba Royal Society of Arts, Londyn

Royal Society of Arts (pol. Królewskie Towarzystwo Wspierania Sztuki, Przedsiębiorczości i Handlu, The Royal Society for the Encouragement of Arts, Manufactures and Commerce, RSA) – interdyscyplinarna organizacja brytyjska z siedzibą w Londynie, założona w 1754 roku. Uzyskała Przywilej Królewski (Royal Charter) w 1847 roku i do dziś prowadzi szeroki zakres działań mających na celu polepszenie warunków życia w różnych jego aspektach i wymiarach.
Do znanych członków RSA zalicza się m.in.: Karola Dickensa, Adama Smitha, Benjamina Franklina, Karola Marksa, Williama Hogartha, Jana Diefenbakera i Stephena Hawkinga. RSA liczy ponad 31 000 członków (Fellows) z 70 krajów. Za wybitne osiągnięcia RSA od lat przyznaje prestiżowe wyróżnienia (medale). Do dziś przyznawane są: Albert Medal, Benjamin Franklin Medal, i Medal z okazji Dwóchsetlecia. Wśród wyróżnionych medalami RSA znajdują się: Nelson Mandela, Sir Frank Whittle i profesor Stephen Hawking.
Członkowie RSA od początku istnienia tej organizacji przyczyniają się do innowacyjnego rozwoju wiedzy i społeczeństwa. W 1980 roku czasopiśmie wydawanym przez RSA po raz pierwszy został użyty termin “sustainability”, co tłumaczy się jako odnawialny, nienaruszający równowagi ekologicznej. Fakt ten został odnotowany w Oksfordzkim Słowniku Języka Angielskiego (Oxford English Dictionary). W 1908 roku, król Edward VII przyznał RSA prawo do używania w nazwie słowa królewski (Royal).
Skrót RSA pochodzi od skróconej i powszechnie przyjętej nazwy Royal Society of Arts, co tłumaczy się jako Królewskie Towarzystwo Sztuk, choć pełna nazwa to: Królewskie Towarzystwo wspierania Sztuk, Przedsiębiorczości i Handlu. Akronim RSA używany jest dziś częściej niż pełna nazwa.
Patronat nad RSA sprawuje królowa Elżbieta II. Prezesem RSA w latach 1952–2011 był mąż królowej Elżbiety II, książę Filip. W 2011 prezydenturę po ojcu przejęła księżna Anna. Przewodniczącym RSA jest biznesmen, Luke Johnson, a funkcję prezesa od roku 2006 pełni Matthew Taylor.

## Misja
Misja RSA, zawarta w dokumentach założycielskich to „zachęcać do odważnej przedsiębiorczości, rozwijać naukę, doskonalić sztukę, udoskonalać wytwórczość i poszerzać handel”, ale także przeciwdziałanie ubóstwu i zapewnienie pełnego zatrudnienia.
Przyjęcie w poczet członków RSA uzależnione jest od osiągnięć (lub uwierzytelnionych chęci) aktywnego przyczyniania się do rozwoju społecznego i sfery sztuki. Członkowie RSA mogą używać akronimu tytularnego FRSA (Fellow of RSA) po nazwisku.

## Siedziba RSA
Siedzibą RSA jest historyczny budynek położony w centrum Londynu (w pobliżu Strand). Został specjalnie zaprojektowany w 1774 roku przez architektów, braci Jamesa i Roberta Adamów w ramach innowacyjnego programu o nazwie Adelphi. Z czasem RSA rozwinęło się przejmując na cele swojej działalności także sąsiadujące budynki (numery 2-6 oraz 18, John Adam Street). W oryginalnym budynku znajduje się „Sala Wielka” (Great Room), który mieści serię obrazów irlandzkiego artysty James Barry’ego o wymownym tytule: “Postęp ludzkiej wiedzy i kultury”.
Pod numerem 18 przy Adam Street, zajmowanym przez RSA, mieściła się kiedyś tawerna Adelphi, do której nawiązał Karol Dickens w swojej książce Klub Pickwicka. Sala, pełniąca dawniej funkcję prywatnej jadalni szczyci się wspaniałym sufitem, znanym jako sufit Adamsa.

## Niebieskie tabliczki (Blue Plaques)
RSA wystąpiło z inicjatywą umieszczania na budynkach tabliczek wskazujących na ich powiązania z konkretnymi postaciami historycznymi. Pierwotnie tabliczki miały kolor czerwony i były wykonane z terakoty. Pierwszą tabliczkę umieszczono na domu Lorda Byrona. W sumie RSA zawiesiła 36 tabliczek. W 1901 roku odpowiedzialność za umiejscawianie tablic przeniesiono na London County Council, który zmienił kolor tablic z czerwonego na niebieski (tzw. Blue Plaques). Kolejnym odpowiedzialnym za decyzje w sprawie umieszczania tablic był Greater London Council, a obecnie tabliczkami zarządza Rada Dziedzictwa Angielskiego (English Heritage). Zapoczątkowana przez RSA inicjatywa obejmuje obecnie całe Zjednoczone Królestwo a decyzje w sprawie zawieszania tabliczek podejmują organizacje rządowe.

## Organizacje założone przez RSA
Do organizacji utworzonych z RSA należą m.in. Królewska Akademia Sztuki, Królewska Akademia Muzyczna i Rada Egzaminacyjna. Królewska Akademia Sztuki została utworzona w 1768 roku, a jej twórcami byli Sir Thomas Gainsborough i Sir Joshua Reynolds. W 1882 roku z inicjatywy RSA powstał kolejny spin-off pod nazwą Examination Board (Rada Egzaminacyjna), w skład której wchodzą obecnie Rady: Oxford, Cambridge i RSA (OCR). W 1876 roku RSA powołała National School for Music, która została zastąpiona przez Royal College of Music, prestiżową wyższą szkołę muzyczną mieszczącą się w okazałym, historycznym gmachu w pobliżu Royal Albert Hall.

## Projekty
Projekty realizowane przez RSA obejmują takie dziedziny jak: sztuka, ekologia, szeroko zakreślone działania społeczne (w tym edukacja, usługi komunalne, zastosowanie nowych technologii w chłodnym klimacie). Wcześniejsze projekty dotyczyły dostarczanie świeżej wody pitnej dla krajów rozwijających się, zasad korzystania i ochrony własności intelektualnej (Adelphi Charter), badania systemów zarządzania migracją międzynarodową, możliwości realnego ograniczenia jednostkowej emisji dwutlenku węgla do atmosfery na terenie Wielkiej Brytanii. Współpracując z artystami tworzącymi na potrzeby organizacji, RSA posługuje się artystyczną formą wyrazu w celu przekazania istotnych treści dotyczących ważkich zagadnień społecznych takich jak zachowanie równowagi ekologicznej. WEEE Man, to jeden z projektów łączących działania artystyczne z działaniami na rzecz ochrony środowiska. W lipcu 2008 roku. RSA zostało sponsorem akademii w Tipton (RSA Academy), którą otwarto we wrześniu 2008 roku.

## RSA na świecie
Na terenie Wielkiej Brytanii i Irlandii, RSA realizuje kilka projektów regionalnych, których celem jest zachęcenie do podejmowania działań na rzecz wspólnot lokalnych. RSA jest obecna w Europie, Australii, Indiach, Afryce Południowej i USA. Obecność RSA w Belgii ma na celu zwiększenie wpływów na decyzje i działania ośrodków zarządzania Unii Europejskiej.

## RSA w Polsce
W Polsce RSA rozpoczęło działalność w grudniu 2011 roku. Pierwszym oficjalnym reprezentantem RSA w Polsce została Alexandra Krawiec, FRSA.